# Yoshisuke Satake
Yoshisuke Satake (1902 - 2000) fue un botánico japonés. Trabajó académicamente en el Instituto Botánico de la Universidad de Tokio.

## Algunas publicaciones
- 1936. Taxonomic study of Korean Boehmeria
- 1931. Systematic and anatomical studies on some Japanese plants: Selaginellaceae, with special reference to epidermal elements of leaves

### Libros
- 1985. Nihon no yasei shokubutsu: Sōhon. Ed. Heibonsha. 903 pp.
- 1963. Nishi-Irian ki: Nyūginia no jinen to seikatsu. Ed. Hirokawa Shoten. 370 pp.
- 1940. A revision of the Japanese Eriocaulon. Ed. Tokyo Science Museum. 70 pp.
- takenoshin Nakai, masaji Honda, yoshisuke Satake, masao Kitagawa.1936. Index floræ jeholensis cum appendice: Plantæ novæ vel minus cognitæ ex Manshuria. Report, Scientific expedition to Manchoukuo 1st, 1933. Ed. University press. 108 pp.
- takenoshin Nakai, masaji Honda, masao Kitagawa, yoshisuke Satake. 1936. Plantae novae vel minus cognitae ex Manshuriae. 108 pp.

## Eponimia
Género
- (Arecaceae) Satakentia H.E.Moore[1]

Especies
- (Cyperaceae) Carex satakeana Koyama[2]
- (Juncaceae) Juncus satakei Kitag.[3]
- (Scrophulariaceae) Lindernia satakei T.Yamaz.[4]